# Nakoruru: Ano hito kara no okurimono
Nakoruru ~Ano hito kara no okurimono~ (ナコルル〜あのひとからのおくりもの〜? lett. "Nakoruru ~Un regalo da quella persona~") è un OAV del 2002 prodotto da Arms Corporation e tratto dal videogioco omonimo per Sega Dreamcast, facente parte della serie Samurai Shodown.
Originariamente doveva essere una serie composta da 13 episodi, finì per essere ridotta a sole due puntate, di cui venne pubblicata esclusivamente la prima mentre la seconda rimase incompiuta per mancanza di finanziamenti. Come per il prequel Samurai Spirits 2: Asura Zanmaden è inedito in Italia..

## Trama
La storia inizia con Nakoruru ferita ed insanguinata nel bel mezzo di una tormenta di neve, la quale dopo poco perde le forze e cade a terra. A questo punto un flashback mostra la ragazza ferita su un campo di battaglia, la quale sta per essere uccisa da un bambino armato con una spada, ma Rera, il suo alter ego, la salva uccidendolo. Tornando al presente, Nakoruru viene soccorsa appena in tempo dai suoi amici d'infanzia, Yantamu e Manari, i quali la portano a Kamui Kotan, il villaggio dove risiedono tutti e tre.
Il giorno successivo, tre signore anziane cominciano a raccontare ad alcuni bambini il mito di un demone di nome Mizuki, la quale avrebbe "divorato l'intero mondo" con il suo potere. I piccoli si spaventano ma vengono tranquillizzati da Yantamu, che torna a farli sorridere, poco dopo decide di portare quest'ultimi assieme a lui per consegnare un messaggio da parte del capo villaggio rivolto a Nakoruru. Nel frattempo Manari e Rimururu stanno curando le ferite subite dalla ragazza, ma arriva Yantamu che vede per sbaglio le grazie di Nakoruru e viene congelato vivo da Rimururu.
Durante la notte, Nakoruru ha un incubo e rivede la scena del suo flashback. Il mattino seguente, questa è in compagnia dei soliti bambini ma si rifiuta gentilmente di dire che cosa è accaduto durante il suo viaggio, così i suoi amici e Rimururu iniziano a preoccuparsi. Yantamu, il figlio del capo villaggio, desidera che ella si riposi mentre il padre vuole che torni a ricoprire il suo ruolo di sacerdotessa il prima possibile. Intanto una presenza malvagia comincia ad influenzare gli animali, compresi quelli più mansueti, ed uno dei bambini che comincia ad avere un comportamento violento.
Rera è molto infastidita dal fatto che la sua controparte si riveli così passiva nei confronti del combattere il male e così prende di nascosto la sua arma, che non aveva più utilizzato da quando è tornata. Nella foresta, Manari e Nakoruru ricordano dei bei momenti di quando erano piccole e la giovane sacerdotessa chiede all'amica di cantare per lei, cosa che fa anche se con un po' di timidezza. Inizia a piovere a di rotto e le due decidono di fare ritorno a casa ma non fanno in tempo quanto appare dinanzi a loro un orso impazzito che tenta di ucciderle, Manari sviene dalla paura ma Rera le salva entrambe usando il pugnale che aveva precedentemente rubato. Questa si rivolge alla sua controparte chiedendogli del perché continuasse a non voler combattere, da lontano cominciano a sentirsi le voci di Yantamu e Rimururu e l'alter ego scompare nel nulla. I due ragazzi le dicono che la sua arma, Chichiushi, era scomparsa nel nulla ma vedono che è stata conficcata nel corpo dell'orso, così Yantamu le dice che non vuole che estragga mai più la lama.
Diverso tempo dopo, il gruppo si reca a fare un bagno in un lago e Nakoruru lo fa separatamente, dove comincia ad avere alcune premonizioni che vedono la devastazione del villaggio e la morte dei suoi abitanti, Rera le appare ancora una volta, per avvisarla che quel destino si avvererà se lei non combatterà per le cose che ama. I suoi amici la raggiungono e le dicono di avere alcune cattive notizie, nel villaggio vicino è successa una tragedia ed è sopravvissuto solamente un abitante, il quale si è recato dal loro capo villaggio per trovare rifugio.
Ora Nakoruru, desiderosa di poter vivere in pace, si reca da sola su un burrone, decisa a gettare giù Chichiushi ma si ricorda che anche sua madre ci aveva provato in passato ma senza successo. Comincia a rimembrare di un suo lontano ricordo di quando era bambina e del rapporto tra sua madre e colui che chiamava padre ma viene riportata al presente nel tentativo di salvare un cervo da una scossa di terremoto che fa cadere sia lei che l'animale giù dalla montagna, il fenomeno è stato probabilmente provocato da una forza maligna. La storia di conclude con un cliffhanger dove non è noto cosa accadrà alla protagonista ed agli altri personaggi.

## Distribuzione
L'OAV è stato distribuito in Giappone su un unico DVD, pubblicato il 25 maggio 2002.

## Doppiaggio
A differenza di quanto accaduto nel passaggio tra Samurai Spirits - Apocalisse a Edo a Samurai Spirits 2: Asura Zanmaden, il doppiaggio di Nakoruru e Rimururu è rimasto invariato e sono tornate le rispettive doppiatrici presenti in Asura Zanmaden, contrariamente Rera non è più doppiata da Harumi Ikoma (stessa voce di Nakoruru) ma bensì da Kyōko Hikami.
| Personaggio       | Doppiatore      |
| ----------------- | --------------- |
| Nakoruru          | Harumi Ikoma    |
| Rimururu          | Keiko Kamitani  |
| Manari            | Ayako Kawasumi  |
| Yantamu           | Takehito Koyasu |
| Rera              | Kyōko Hikami    |
| Madre di Nakoruru | Kyōko Hikami    |

## Colonna sonora
Sigla di chiusura
- Miko no denshō-uta (巫女の伝承唄? lett. "La tradizione della miko") cantata da Harumi Ikoma

Brano inserito
- Ni-banme no kiseki (二番目の奇跡? lett. "Secondo miracolo") cantata da Ayako Kawasumi